# Marco Cardillo
Marco Cardillo (Benevento, 23 febbraio 1985) è un cestista italiano.
Ala piccola di 196 cm, ha giocato in Serie A con Brindisi.